# Stazione di Cesuna
La stazione di Cesuna è stata una stazione ferroviaria posta lungo la ex linea ferroviaria a scartamento ridotto Rocchette-Asiago chiusa nel 31 luglio 1958, era servizio della frazione di Cesuna, comune di Roana.